# Подлесный Ялтушков
Подле́сный Ялту́шков (укр. Підлісний Ялтушків) — село на Украине, находится в Барском районе Винницкой области.
Код КОАТУУ — 0520284003. Население по переписи 2001 года составляет 890 человек. Почтовый индекс — 23043. Телефонный код — 4341.
Занимает площадь 30 км².
В селе действует храм Покрова Пресвятой Богородицы Барского благочиния Винницкой и Барской епархии Украинской православной церкви.

## Адрес местного совета
23043, Винницкая область, Барский р-н, с.Подлесный Ялтушков, ул.Ленина